# Joanna Bednarska
Joanna Bednarska (ur. 14 października 1976) – polska judoczka.
Była zawodniczka klubów: KS Resursa Łódź (1989-1992), KS Gwardia Łódź (1993-1996), KS AZS AWFiS Gdańsk (1994-2003). Dwukrotna brązowa medalistka mistrzostw Polski seniorek w kategorii poniżej 70 kg (2000, 2003). Ponadto m.in. młodzieżowa mistrzyni Polski 1997.